# Синій птах (фільм, 1976)
«Синій птах» (рос. «Синяя птица», англ. «The Blue Bird») — радянсько-американський музичний художній фільм-казка, знятий в 1976 році режисером Джорджем К'юкором за однойменною п'єсою Моріса Метерлінка. Спільне виробництво «Совінфільм» та «Едвард Льюїс Продакшн». Фільм знятий на хвилі розрядки спільно кіностудіями «Ленфільм» (СРСР) та «20th Century Fox» (США).

## Зміст
Екранізація однойменної п'єси Моріса Метерлінка, написаної у 1908 році. Фільм-казка про двох дітей, хлопчика і дівчинку, які завдяки подарованій Феєю можливості бачити душу речей, змогли побачити сутність навіть таких предметів, як Годинник, Вогонь, Вода. Тепер їм належить знайти Синього птаха, уособлення доброти та взаємодопомоги, птаха щастя, який може подарувати одужання маленькій дівчинці.

## Ролі
- Елізабет Тейлор — Мати, Чаклунка, Світло, Материнська любов (озвучує Ірина Карташова)
- Джейн Фонда — Ніч
- Сіселі Тайсон — Кішка Тілетта (озвучує Галина Чигинська)
- Ава Гарднер — Задоволення
- Маргарита Терехова — Молоко
- Георгій Віцин — цукор
- Олег Попов — Клоун
- Надія Павлова — Синій птах
- Тодд Локінланд — Тільтіль
- Петсі Кензіт — Мітіль
- Вілл Гір — Дідусь (озвучує Ігор Єфімов)
- Мона Уошборн — Бабуся
- Роберт Морлі — Час
- Гаррі Ендрюс — Дуб
- Джордж Коул — Собака Тіло
- Річард Пірсон — Хліб (озвучує Лев Лемке)
- Валентина Ганібалова — Вода
- Євген Щербаков — Вогонь
- Леонід Неведомський — Батько

### У титрах не вказані
- Людмила Ксенофонтова — Задоволення Нічого Не Знати
- Сергій Филіппов — Задоволення Нічого Не Розуміти
- Юрій Шепелев — Задоволення Пити
- Грант Бардслі — епізод
- Гликерія Богданова-Чеснокова — Задоволення Їсти
- Ігор Дмитрієв — Задоволення Бути Чарівним
- Володимир Казарінов — Задоволення Нічого Не Робити
- Є. Каретникова — епізод
- Моніка Кауфман — епізод
- Стівен Уорнер — епізод
- Григорій Шпігель — Задоволення Бути Багатим

## Знімальна група
- Сценарій Олексія Каплера, Х'ю Уайтмора, Альфреда Хейса
- Головні оператори — Фредді Янг, Іонас Грицюс
- Ескізи декорацій і малюнки Брайена Уайлдсміта
- Художник — Валерій Юркевич
- Художники по костюмах — Марина Азізян, Едіт Хед
- Пісні та балетна музика Андрія Петрова
- Композитор і диригент — Ірвін Костел
- Вірші — Тоні Харрісона
- Звукооператори — Григорій Ельберт, Гордон Еверет, Джон Брамел
- Генеральний директор картини — Олександр Аршанський
- Продюсер — Пол Масланські
- Танці у виконанні артистів Ленінградського державного академічного театру опери та балету ім. С. М. Кірова та Ленінградського хореографічного ансамблю мініатюр
- Хореографи — Ігор Бельський, Леонід Якобсон
- Постановка — Джорджа Кьюкора
- Натурні і павільйонні зйомки проводилися в СРСР
- Режисери — Євген Татарський, Ігор Усов
- Асистенти — Майк Гаунс, Ліліана Маркова, Люсі Ліхтіг, Мод Спектор
- Оператори — Фредді Купер, Микола Покопцев
- Асистенти — Алан Аннанд, Тревор Куп, Геннадій Нестеренков
- Майстер світла — Єфим Зарх
- Художники-декоратори — Едуард Ісаєв, Вікторія Могилянська, Тамара Полянська, Євген Стирікович, Лариса Смелова, Інна Шершиліна
- Комбіновані зйомки — Георгій Сенотов, Олександр Зав'ялов, Рой Філд, Уейн Фіцджеральд (Пасифік Тайтл), Лев Холмов, Борис Михайлов, Леонід Каюков, Яків Лейбов
- Художники по гриму — Василь Горюнов, Джон О'Горман, Том Сміт, Софія Смирнова
- Художники по зачісках — Сідней Гіляров, Джіанкарло Новеллі, Артур Браккел
- Фотографи — Анатолій Сягін, Роберт Пен, Джордж Уайтіер, Генрі Уінберг
- Монтаж — Ернеста Уолтера
- Монтажери — Тетяна Шапіро, Стенфорд Аллен
- Редактори — Ірина Головань, Ірина Тарсанова
- Музичні редактори — Лайонел Ньюман, Юрій Прокоф'єв
- Знято спільно з «Тауер Інтернешнл компанією Блюберд Продакшнз Лтд.»
- Співвиробники — Лі Севін, Пол Редін
- Помічники продюсера — Джон Палмер, Тедді Джозеф
- Директор картини — Олег Данилов
- Каскадер — Дмитро Шулькін (сцена «Шквал»)
- Режисер російського озвучування — Александр Абрамов
- Автор літературного перекладу — Володимир Уфлянд (немає в титрах)
- Знято камерою «Панавіжн»
- Обробка плівки та друк лабораторії кіностудії «Ленфільм» і «Де Люкс»

## Цікаві факти
- Спочатку на роль Собаки був запрошений відомий американський артист Джеймс Коко. Однак той, приїхавши в Радянський Союз, не зміг нічого їсти з місцевої їжі, крім хліба з маслом. З цієї причини у актора почався напад хвороби жовчного міхура, і Коко замінили Джорджем Коулом.
- Фільм цілком був знятий в СРСР — в Москві, Ленінграді, Пушкіні, Павловську (зокрема, біля павільйону «Ермітаж» в Катерининському парку і близько Пилль-вежі і в Колі Білих Берез в Павлівському парку) і в Ялті біля замку «Ластівчине гніздо».
- Ім'я актриси Сіселі Тайсон, відіграла Кішку, в титрах російської версії невірно вказано як «Сесіли».

## Реліз на Відео
У США в 1990-ті роки фільм випускався на VHS та Laserdisc виданням Fox Video в системі NTSC. У Росії в 1990-ті роки випускався на VHS студією 48 годин, з 2000-го року — виданням «Ленфільм Відео» в системі PAL.
The Blue Bird
У США наприкінці 1990-х фільм вперше випущений на DVD виданням 20th Century Fox Home Entertainment. У Росії на початку 2000-х випускався на DVD виданням «Russian Cinema Council»
Технічні дані:
- Зображення: кольорове, повноекранний формат (4:3), PAL (Росія, СНД, Європа і Азія)
- Звукові доріжки (Дубляж): російська, англійська і французька у форматі Dolby Digital 5.1
- Субтитри: російські, англійські, французькі, німецькі, голландські, іспанські, італійські, португальські, японські, іврит, шведські, китайські, арабські
- Мови меню: Російська, Англійська, Французька
- Додатково:
  - фільмографії
  - фотоальбом
  - інтерв'ю з балериною В. Ганнібалової
  - коментар художника по костюмах Марини Азізян